# Lovelace (cràter)

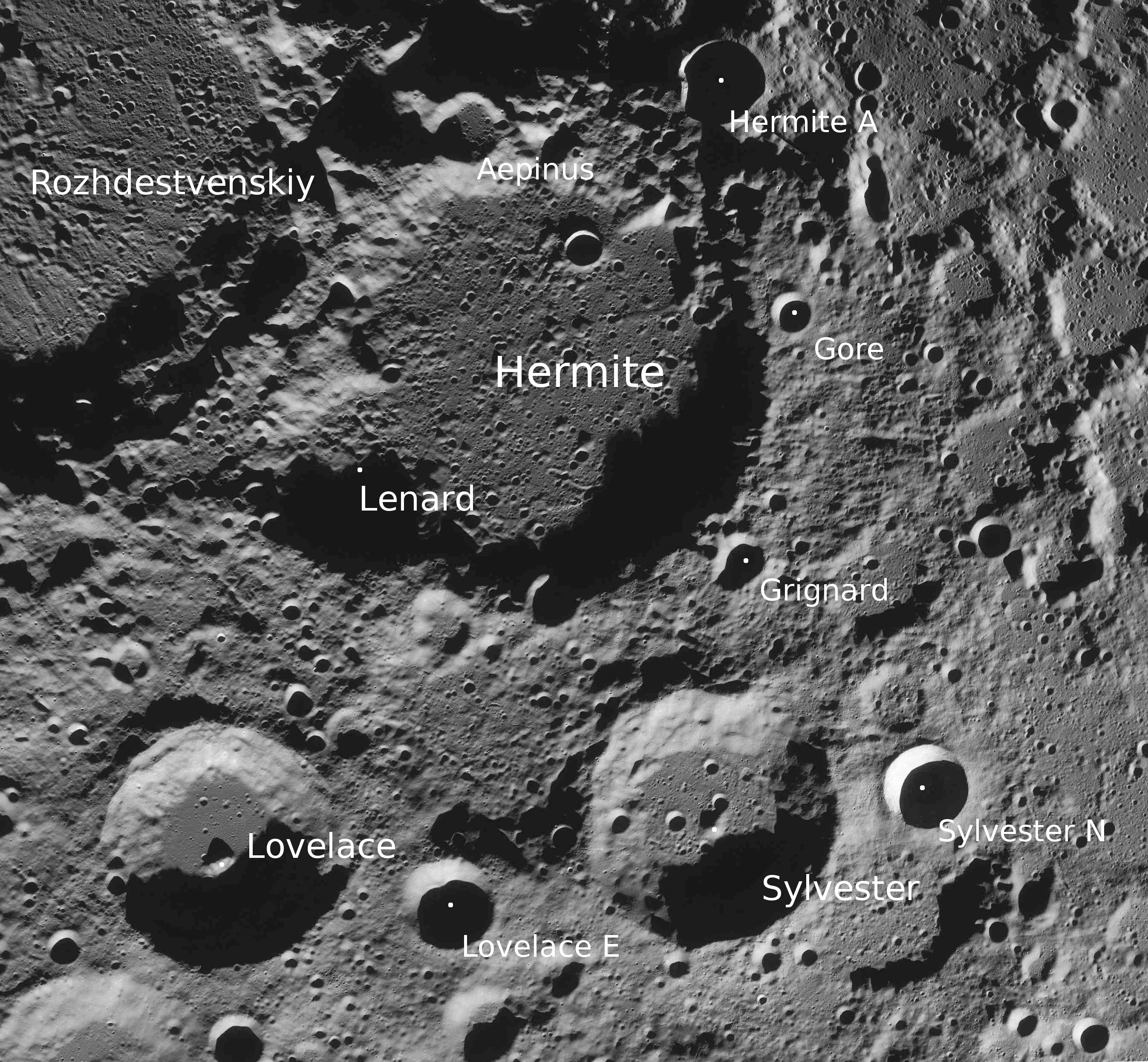
Entorn de Lovelace. Fotografia de la missió LRO.

Lovelace és un cràter d'impacte que es troba en la cara oculta de la Lluna, just darrere del terminador nord, al sud-sud-oest del cràter Hermite, i just al nord de Froelich, lleugerament més petit. A l'est es troba Sylvester.

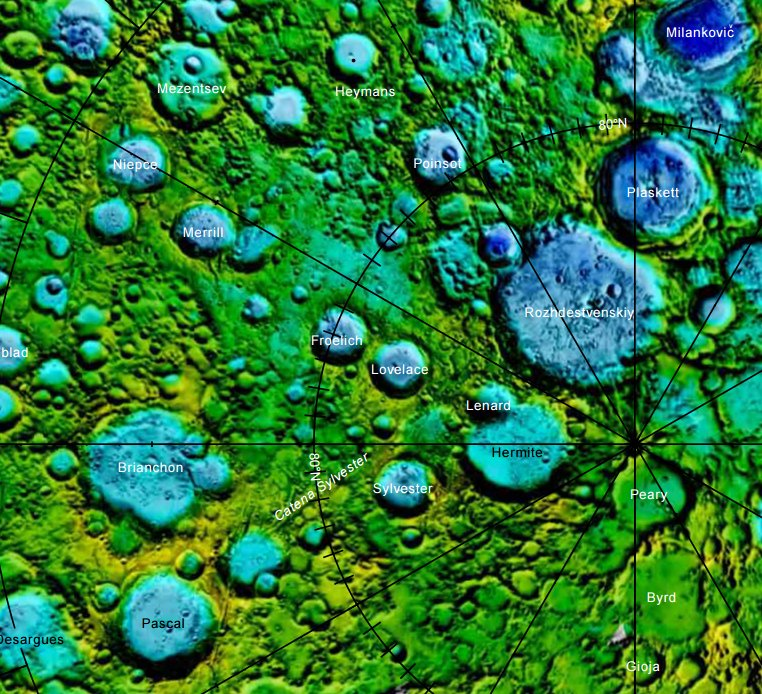
Localització de Lovelace (pràcticament al centre de la imatge)

La paret externa d'aquest cràter és gairebé circular, amb una vora ben delineada que no s'ha desgastada significativament. En canvi, la paret interior sí que presenta un cert deteriorament, amb un perfil suavitzat i arrodonit, però no hi és marcada per cap petit cràter d'importància. És més estreta en la vora nord que en altres parts. El sòl interior és anivellat, amb un pic central que està situat just al sud del punt central.

## Cràters satèl·lit
Per convenció aquests elements són identificats en els mapes lunars posant la lletra en el costat del punt central del cràter que està més proper a Lovelace.
|          | \| Lovelace \| Coordenades \| Diàmetre \| \| -------- \| ------------------------------------ \| -------- \| \| E \| 82° 06′ N, 93° 18′ O / 82.1°N,93.3°O \| 23 km \| |          |
| Lovelace | Coordenades | Diàmetre |
| E        | 82° 06′ N, 93° 18′ O / 82.1°N,93.3°O | 23 km    |